# Vlad Goian
Vlad Goian (n. 14 noiembrie 1970, Chișinău) este un fost fotbalist și actual antrenor de fotbal din Republica Moldova. Din 29 mai 2015 este antrenor principal al clubului FC Saxan Ceadîr-Lunga.
Anterior, între 2011 și 2014, Vlad Goian a activat la FC Tiraspol, echipă cu care a câștigat de două ori Cupa Moldovei.
Deține Licență PRO UEFA de antrenor.

## Palmares

### Club
Iskra-Stali Rîbnița
- Divizia Națională

Vicecampion (1): 2009–10
Locul 3 (1): 2008–09
FC Tiraspol
- Divizia Națională

Locul 3 (1): 2012–13
- Cupa Moldovei (2): 2010–11, 2012–13
- Supercupa Moldovei

Finalist (1): 2013

### Individual
- Antrenorul anului în Republica Moldova (3): 2008, 2010, 2012